# 米德韋鎮區 (明尼蘇達州卡頓伍德縣)
米德韋鎮區（英語：Midway Township）是位於美國明尼蘇達州卡頓伍德縣的一個行政鎮區。

## 地方資料
米德韋鎮區的面積為89.21平方千米，當中陸地面積為88.30平方千米，而水域面積為0.91平方千米。根據2020年美國人口普查的數據，當地共有人口221人，而人口密度為每平方千米2.48人。